# Ignacio Ramón Peña
Ignacio Ramón Peña (Clorinda, provincia de Formosa, Argentina; 31 de julio de 1949), conocido por su apodo «Chango», es un exfutbolista argentino que se desempeñaba en la posición de delantero.
Surgió de las inferiores de Boca Juniors, donde llegó en 1966 y vivió mucho tiempo en La Candela; debutó tres años después en primera de la mano de Alfredo Di Stéfano. Logró sus mayores éxitos en ese club, al conquistar tres títulos, siendo el más importante de ellos el Torneo Nacional del año 1969, que enfrentaba al conjunto de la ribera contra su más accérrimo rival, River Plate. El partido se disputó en El Monumental y el encuentro finalizó 2 a 2, de este modo Boca Juniors dio la vuelta olímpica frente a su rival y en su propio estadio.
Continuó su carrera en Estudiantes de La Plata, luego tuvo un breve paso por Europa, al integrar las filas del Stade de Reims de Francia, en donde compartió equipo con Carlos Bianchi.
Retornó al país para jugar en Rosario Central y San Lorenzo. Luego emigró al fútbol de Bolivia, al integrar las filas de San José de Oruro y The Strongest, donde puso fin a su carrera en el año 1989.

## Trayectoria
Llegó a las inferiores de Boca en 1966 y vivió mucho tiempo en La Candela; debutó tres años después en primera de la mano de Alfredo Di Stéfano. "El mejor de todos", opina. 
En 1973 fue transferido a Estudiantes de La Plata, junto a Rubén Horacio Galletti, cuando Boca compra a Vicente Pernía. Fue goleador del campeonato Metropolitano con 17 goles, junto a Hugo Curioni. Inmediatamente, lo compra Stade Reims, donde tiene un buen ciclo de 2 temporadas, formando una exitosa dupla con Carlos Bianchi.
Después pasa por Rosario Central, FC Rouen de Francia, Alfonso Ugarte de Perú, The Strongest y San José de Oruro. Se retiró del profesionalismo en 1989, jugando en The Strongest, de Bolivia, y luego se recibió de entrenador. 
En la actualidad posee una escuelita de fútbol en Clorinda, que lleva un emblemático nombre, La Candela, en memoria del lugar donde comenzó a hacerse hombre. Dice que extraña a Bianchi en Boca. Es que el Virrey, además de ser un DT exitoso, es su amigo: jugaron juntos en Reims (Francia)
Con Boca conquistó 3 títulos, que incluyen dos campeonatos de la Primera División de Argentina y la Copa Argentina en su edición de 1969.

## Clubes
| Club            | País      | Año         |
| --------------- | --------- | ----------- |
| Boca Juniors    | Argentina | 1969 - 1972 |
| Estudiantes     | Argentina | 1973        |
| Stade Reims     | Francia   | 1973 - 1975 |
| Rosario Central | Argentina | 1975 - 1976 |
| Rouen           | Francia   | 1976 - 1979 |
| San Lorenzo     | Argentina | 1980        |
| The Strongest   | Bolivia   | 1981 - 1985 |
| Alfonso Ugarte  | Perú      | 1986        |
| San José        | Bolivia   | 1987        |
| The Strongest   | Bolivia   | 1988 - 1989 |

## Palmarés

### Campeonatos nacionales
| Título           | Club         | País      | Año    |
| ---------------- | ------------ | --------- | ------ |
| Primera División | Boca Juniors | Argentina | N-1969 |
| Copa Argentina   | Boca Juniors | Argentina | 1969   |
| Primera División | Boca Juniors | Argentina | N-1970 |